# Miss Mend
Miss Mend (Мисс Менд) è un film del 1926 diretto da Fёdor Ocep e Boris Barnet.